# Violon et Palette
Violon et Palette est un tableau réalisé par le peintre français Georges Braque en septembre 1909. Cette huile sur toile est une nature morte cubiste représentant un violon, des partitions et une palette suspendue à un clou. Elle est conservée au musée Solomon-R.-Guggenheim, à New York.